# Leucocelis melanopyga
Leucocelis melanopyga är en skalbaggsart som beskrevs av Moser 1913. Leucocelis melanopyga ingår i släktet Leucocelis och familjen Cetoniidae. Inga underarter finns listade i Catalogue of Life.